# Drewton
Drewton – osada w Anglii, w hrabstwie East Riding of Yorkshire. Leży 19 km na zachód od miasta Hull i 255 km na północ od Londynu.